# Israel Nordwall
Israel Nordwall, född 26 maj 1787, död 11 oktober 1857, var en svensk jurist.
Nordwall var verksam i Karlskrona som auditör vid Kungliga Amiralitetskrigsrätten. Han fick lagmans namn 1834. Nordwall var amatörcellist, men spelade även piano och orgel. Periodvis var han verksam som organist vid Amiralitetskyrkan i staden. Den 16 december 1820 invaldes Nordwall som ledamot nummer 235 i Kungliga Musikaliska Akademien.